# Sint-Willibrorduskerk (Hengelo (Gelderland))
De Sint-Willibrorduskerk is een rooms-katholieke kerk in de Gelderse plaats Hengelo. De kerk is in de jaren 1842 - 1843 gebouwd naar ontwerp van H. Bauer, die in dienst was van Rijkswaterstaat. De kerk is dan ook een waterstaatskerk. Het land voor de kerk werd beschikbaar gesteld door Wilhelmina Henrica Christiaens, die het stuk land voor haar dood had aangekocht en het toekomstig gebruik had vastgelegd in haar testament. Na de inwijding van de kerk in 1843 en het vaststellen van de beschermheilige Willibrord, behoorde de kerk nog tot 1862 tot de Heilige Johannes den Dooper-parochie met als hoofdkerk de Johannes de Doperkerk in Keijenborg. 
De kerk is gebouwd als pseudobasiliek. In 1883 zakte de kerktoren in elkaar door een storm. Hierop werd een nieuwe torenspits gebouwd. In 1924 werd een grote restauratie uitgevoerd, waarbij glas in loodramen werden aangebracht, de gepleisterde plafonds vervangen door stenen gewelven en aan de voorgevel een zandstenen reliëf toegevoegd. 
De kerk is een rijksmonument.